# Samba (film, 2001)
Cet article concerne le film de Thereza Jessouroun. Pour le film d'Eric Toledano et Olivier Nakache, voir Samba.
Pour les articles homonymes, voir Samba.
Pour plus de détails, voir Fiche technique et Distribution.
Samba est un film documentaire brésilien réalisé par Thereza Jessouroun, sorti en 2001.

## Synopsis
Ce documentaire nous emmène à Mangueira, le quartier de Rio où la samba est reine. Loin du carnaval et des touristes, on y découvre la vraie samba et les liens qu’entretiennent avec elle les Brésiliens au quotidien. Ce sont les femmes qui parlent : Celina, abandonnée par son mari, qui retrouve la joie de vivre dans son groupe de samba ; Tania Bisteca, à qui son titre de reine a donné un statut social ; Ivete, âgée de 76 ans et prête à rejoindre le Très-Haut puisqu’elle a dansé tout son saoul. Toutes sont d’accord sur un point : la samba, ça ne s’apprend pas. Comme le rythme, l’énergie et la passion, on l’a dans le sang.

## Fiche technique
- Réalisation : Thereza Jessouroun
- Production : Kino Filmes
- Scénario : Thereza Jessouroun
- Image : Reinaldo Zangrandi, Dib Lutfi, Gustavo Hadba
- Son : Renato Calaça, Zezé d’Alice
- Musique : Elton Medeiros, Carlinhos Vergueiro, Cacau d’Ávila
- Montage : Diana Vasconcellos

## Récompenses
- Festival “É Tudo Verdade”, Brésil 2001
- Festival du film ethnographique de Rio de Janeiro, 2001